# 輕鬆啲
輕鬆啲（英語：Hang Zone D，HZD），香港男子組合，成員包括甘永傑、劉威煌、梁浩賢、梁思傑、顏米羔、譚輝智、王嘉明及導演潘文龍。

## 簡歷

### 2023至2024年：成團
2023年，無綫電視舉辦音樂選秀節目《中年好聲音2》，旨在為中年人士提供追夢機會。海選人數超過5,000人，最終共108人進入正賽。梁浩賢、顔米羔、劉威煌、譚輝智是中年好聲音2三十強團戰中屬同一隊，因此成為好友。連同於首輪出局的梁思傑、60強止步的甘永傑和王嘉明，以及《中年好聲音2》導演潘文龍，八人在2024年2月組成男子組合輕鬆啲，並在2月22日於Facebook開始定期進行直播。
2024年7月9日，輕鬆啲舉辦首個支持者聚會。11月16日，劉威煌、顔米羔、梁浩賢、甘永傑輕鬆啲於麥花臣場館舉行《ZONE D FUNtas4ic演唱會》。

## 爭議
2024年7月，《中年好聲音2》評審之一的肥媽在由周國豐和伍仲衡（兩人同為《中年好聲音2》的評審）主持的網上節目《週五有周伍》中曝出輕鬆啲疑似私相授受，安排組合內名次較低的成員於《中年好聲音2紅白大戰》及其後的《中年好聲音2》 隆重登場慈善演唱會中演出。有網民指出輕鬆啲搞「小圈子」對其他參賽者並不公平，亦有網民想不到輕鬆啲的權力可以凌駕無綫電視。

## 成員
| 姓名             | 綽號             | 出生日期       | 備註                                                        |
| 現任成員         |                  |                |                                                             |
| 甘永傑           | 甘甘、Bryant     | 1981年6月2日   | 《2006全球華人新秀歌唱大賽（墨爾本區）》冠軍 入行前為建築師 |
| 劉威煌           | 隊長、威煌隊長   | 1979年8月21日  | 曾於2009年參加《超級巨聲》                                  |
| 梁浩賢           | 浩賢、HY         | 1981年1月31日  | 曾於2000年參加《2000全球華人新秀歌唱大賽（香港區選拔賽）》  |
| 梁思傑           | 思傑、Durian Man | 1979年3月27日  | 入行前為保險從業員                                          |
| 顏米羔（顏金達） | 米羔、Mic-Go     | 1981年3月9日   | 入行前為保險理財顧問，亦為電影導演及攝影師                  |
| 譚輝智           | 輝智、FC         | 1984年9月15日  | 入行前為廣告設計師                                          |
| 王嘉明           | 嘉明、光頭仔     | 1982年10月25日 | 曾為演員，及後從商                                          |
| 潘文龍           | 龍導             | 2月4日         | 《中年好聲音2》導演                                         |

## 外部連結
- 輕鬆啲的Facebook專頁
- 輕鬆啲的Instagram帳戶
- YouTube上的輕鬆啲頻道